# Lars Bernfalk
Lars Göran Bernfalk, född 10 oktober 1958 i Eksjö, Jönköpings län, är en svensk tidnings- och radioman.
Bernfalk har arbetat i mer än 40 år inom olika medier. Efter utbildning började han sin journalistkarriär på Smålands-Tidningens centralredaktion i Eksjö där han bland annat var redaktionssekreterare. Han var chefredaktör och ansvarig utgivare för Motala Tidning och Vadstena Tidning 1997–2005, på Kristianstadsbladet 2006–2010 och var kanalchef för P4 Jönköping 2010–2015. 2015–2017 var han verksam som nyhetsproducent på P4 Östergötland. Under 2017-2018 var han chefredaktör och verkställande direktör för Laholms Tidning.
Bernfalk var från 1990 gift med Mimmi Karlsson Bernfalk (född 1964), chefredaktör för Blekinge Läns Tidning.